# 川尻 (相模原市)
川尻（かわしり）は、神奈川県相模原市緑区（旧津久井郡城山町）の地名である。住居表示未実施区域。

## 概要
現在、当区域は旧城山町域の北部と南東部に分断して存在しているが、隣接する若葉台（わかばだい）、町屋（まちや）、広田（ひろた）、久保沢（くぼさわ）、向原（むかいはら）、原宿（はらじゅく）、谷ヶ原（たにがはら）、城山（しろやま）、原宿南（はらじゅくみなみ）は、いずれも当区域から分離し新設されたものである。
元の区域のほぼ中央を国道413号（津久井往還）が東西に貫通している。これに沿って成立した久保沢や原宿などが当区域および城山町の中心集落として発展した。特に東部の台地上段では1980年代以降宅地化が進行し、当時の市町界をはさんで隣接していた相模原市橋本地区（相原、二本松）から連続した市街地が形成された。このような区域で順次住居表示および町名地番整理が実施され、現在の区域となった。

## 地理
元は旧城山町の北東部を占めていた。西半部は高尾山などに連なる丘陵とそれを開析する数本のヤト（谷戸）からなる。東半部は相模原台地の北西端に当たり、相模川左岸に形成された河岸段丘のうち「上段」（相模原面）と「中段」（田名原面）にまたがっている。北は境川を境に東京都町田市の相原町と隣接する。
南東部は台地中段（田名原面）上に位置し、隣接する大沢地区（大島、上九沢、下九沢）から続く農地が広がっている。上九沢付近を水源とする鳩川の上流側に位置するが、当区域内では水流は見られない。したがって段丘崖直下の部分を除いて水を得るのが困難であり、農地はすべて畑として利用されている。
北西部は丘陵部とそれを刻み境川に合流する数本のヤト、およびその出口の堆積面とからなる。それぞれのヤトごとに雨降、滝尻、風間、穴川、小松という集落が形成され、丘陵下の集落とヤト底面の水田という景観が広がる。丘陵部には里山の景観が残り、カタクリの群生地が整備されて春先に公開されている区域もある。
境川の最上流部にあたる雨降のヤト（本沢）の奥部に本沢ダムおよび城山湖がある。ただしこのダム湖は相模川に建設された城山ダムに付属する城山発電所が行う揚水発電のための上池であり、蓄えられている水のほとんどは城山ダムの津久井湖から汲み上げられたものである。城山湖の水は大雨等による緊急放流の際を除いて境川に落とされることはない 。城山湖（本沢ダム）の北から西にかけては都県境は沢筋から離れて尾根筋となる。当区域の西端部では多摩川（南浅川）水系との分水界を以て東京都八王子市と隣接する。

### 河川・ダム
- 相模川
- 境川
- 本沢ダム・城山湖

### 山
- 草戸山（一年山）

## 歴史
古くは相模国高座郡に属したと考えられているが中世末期には津久井領に属し、これは江戸時代初期に津久井県と称された。津久井県は1870年（明治3年）に津久井郡と改称した。『新編相模国風土記稿』によれば毛利庄の一部。中世末期には川尻村あるいは河尻村の表記で現れる。元は1村であったが、1667年（寛文7年）に上川尻村と下川尻村の2村に分割された。概ね西半部が上川尻村、東半部が下川尻村となったが、『新編相模国風土記稿』に記載されている両村の小名には一部重複があり、また現存する小字名の分布から、両村の境界はやや錯綜していたものと思われる。
両村を津久井往還（現国道413号）が貫通し、甲州道中（甲州街道）の裏街道として利用された。上川尻村でこの街道と交差し相模川に流れ落ちるヤトに沿った久保沢は相模川水運の河岸としても重要であり、台地上を通過する街道に沿って成立した下川尻村の原宿とともに市場が開かれ、津久井県（津久井郡）および高座郡北部の商業中心地の一つとして大いに発展した。
1875年（明治8年）に上川尻村と下川尻村が合併して再び川尻村となった。その際、両村からはそれに併せて久保沢、原宿の両町の市場としての繁栄を理由に「駅」を称することを足柄県令に願い出たが、合併は許可されたものの「駅」を称することは却下された。1889年（明治22年）の町村制施行の際には単独で津久井郡川尻村となった。久保沢、原宿の両集落が引き続き周辺地域の商業中心地として賑わう一方、明治初期以降の養蚕の発展により台地上の農地の多くが桑畑として利用されるようになった。
大正から昭和初期以降、相模川水運が廃止され、また鉄道が付近を通過しなかった（後述）ことから広域的な商業中心地としての機能は衰退したが、周辺区域の中心としての性格は残り、1955年（昭和30年）4月1日に川尻村と湘南村および三沢村の東半部（大字中沢）が合併して津久井郡城山町が発足すると同町の大字川尻となり、久保沢にある元の川尻村役場が同町の町役場となるなど、町の中心部となった。
1970年代以降、隣接する相模原市（当時）から宅地化の波が及び、同市との境界に接する当区域東部での市街化が始まった。特に京王帝都電鉄（現・京王電鉄）の支線（現・京王相模原線）の津久井町中野付近への延伸計画は、同線が通過する当区域内での市街化に拍車をかけた。また久保沢西方の丘陵部では大規模な地形改変を伴う宅地造成が行われ、1977年（昭和52年）と1979年（昭和54年）の2次にわたる地番整理により、若葉台という新町名が編成されて当区域から分離した。国道413号（津久井街道）に沿った原宿の旧集落をはさんで南側の原宿南地区では1990年代前半に土地区画整理事業が行われてそれを基盤に宅地化が進行した。1992年（平成4年）以降、城山町がこれらの市街化区域で順次住居表示を実施して新町名を編成して当区域から分離した結果、当区域は元の区域の北西部と南東部に分断して残存することになった。

### 沿革
- 戦国時代末期　川尻村または河尻村の村名が見られる。
- 1667年（寛文7年）　上川尻村と下川尻村に分割される。
- 1870年（明治3年）　津久井県が津久井郡と改称される。
- 1871年（明治4年）　廃藩置県後の第1次府県再編で足柄県に所属。
- 1875年（明治8年）　上川尻村と下川尻村が合併して川尻村となる。
- 1876年（明治9年）　第2次府県再編により足柄県が廃止され、神奈川県に編入される。
- 1889年（明治22年）4月1日　町村制施行。津久井郡川尻村となる。
- 1955年（昭和30年）4月1日　川尻村、湘南村および三沢村大字中沢の3村が新設合併し町制施行。津久井郡城山町大字川尻となる。
- 1977年（昭和52年）7月1日　川尻の一部で町名地番整理を実施。若葉台1丁目～3丁目が新設される。
- 1979年（昭和54年）7月1日　川尻の一部で町名地番整理を実施。若葉台4丁目～7丁目が新設される。
- 1992年（平成4年）2月17日　川尻の一部で住居表示を実施。町屋一丁目～四丁目および広田が新設される。
- 1992年（平成4年）11月16日　川尻の一部で住居表示を実施。久保沢一丁目～三丁目、向原一丁目・二丁目および原宿一丁目～五丁目が新設される。
- 1993年（平成5年）10月12日
  - 川尻の一部で住居表示を実施。谷ヶ原一丁目・二丁目が新設される。
  - 川尻、中沢の各一部で住居表示を実施。城山一丁目～四丁目が新設される。
- 1995年（平成7年）1月17日　川尻の一部で町名地番整理を実施。原宿南一丁目～三丁目が新設される。
- 2004年（平成16年）6月25日　川尻の一部で町名地番整理を実施。向原三丁目が新設される。
- 2007年（平成19年）3月11日　城山町が相模原市へ編入合併。相模原市城山町川尻となる。
- 2010年（平成22年）4月1日　相模原市が政令指定都市へ移行。相模原市緑区川尻となる。

## 世帯数と人口
2020年（令和2年）10月1日現在（国勢調査）の世帯数と人口（総務省調べ）は以下の通りである。
| 大字 | 世帯数  | 人口  |
| ---- | ------- | ----- |
| 川尻 | 363世帯 | 969人 |

### 人口の変遷
国勢調査による人口の推移。なお、2005年までは城山町の時の情報を掲載している。
| 年                 | 人口  |
| ------------------ | ----- |
| 1995年（平成7年）  | 1,202 |
| 2000年（平成12年） | 1,203 |
| 2005年（平成17年） | 1,071 |
| 2010年（平成22年） | 1,121 |
| 2015年（平成27年） | 977   |
| 2020年（令和2年）  | 969   |

### 世帯数の変遷
国勢調査による世帯数の推移。なお、2005年までは城山町の時の情報を掲載している。
| 年                 | 世帯数 |
| ------------------ | ------ |
| 1995年（平成7年）  | 368    |
| 2000年（平成12年） | 377    |
| 2005年（平成17年） | 348    |
| 2010年（平成22年） | 385    |
| 2015年（平成27年） | 350    |
| 2020年（令和2年）  | 363    |

## 学区
市立小・中学校に通う場合、学区は以下の通りとなる（2018年2月時点）
| 番地       | 小学校               | 中学校                 |
| ---------- | -------------------- | ---------------------- |
| 6028～6048 | 相模原市立広陵小学校 | 相模原市立中沢中学校   |
| 3970～6027 | 相模原市立広田小学校 | 相模原市立相模丘中学校 |
| その他     | 相模原市立川尻小学校 | 相模原市立相模丘中学校 |

## 事業所
2021年（令和3年）現在の経済センサス調査による事業所数と従業員数は以下の通りである。
| 大字 | 事業所数 | 従業員数 |
| ---- | -------- | -------- |
| 川尻 | 64事業所 | 494人    |

### 事業者数の変遷
経済センサスによる事業所数の推移。
| 年                 | 事業者数 |
| ------------------ | -------- |
| 2016年（平成28年） | 72       |
| 2021年（令和3年）  | 64       |

### 従業員数の変遷
経済センサスによる従業員数の推移。
| 年                 | 従業員数 |
| ------------------ | -------- |
| 2016年（平成28年） | 737      |
| 2021年（令和3年）  | 494      |

## 交通

### 鉄道
- 当区域内（住居表示や町名地番整理で分離した区域も含む）を通過する鉄道はないが、以下のような構想・計画があった。
  - 相模鉄道（現・JR東日本相模線）
    - 当初は久保沢付近を経由し八王子に至る構想があったが、上溝から横浜線の橋本駅へ至る現在の経路に変更された。

  - 南津電気鉄道
    - 現在の京王線聖蹟桜ヶ丘駅付近から鑓水、横浜線橋本駅付近を経由して久保沢付近に至る路線。1928年（昭和3年）に久保沢の川尻駅の予定地などで起工式が行われたが、昭和恐慌などの影響により工事は中止され、1933年（昭和8年）に免許は失効、1934年（昭和9年）に会社も解散された。

  - 京王帝都電鉄（現・京王電鉄）相模原線
    - 神奈川県北部への進出を構想し、併せて1966年（昭和41年）に造成の始まった多摩ニュータウンの輸送手段として多摩川支線を延伸し、京王多摩川駅から橋本を経て相模中野（旧津久井町中野付近）に至る路線の免許を受けた。しかし、1974年（昭和49年）に京王多摩センター駅まで開業したが以西への延伸は遅れ、1991年（平成3年）に橋本駅まで到達した後、さらに西への延伸は事実上放棄された。この未成線の免許は1988年（昭和63年）に失効している。また、子会社の京王バス南（当時）が地区内で唯一運行していた路線バス（本沢ダム線）は2006年に廃止されている。

### 道路
- 神奈川県道48号鍛冶谷相模原線
- 神奈川県道508号厚木城山線
- 神奈川県道510号長竹川尻線
  - なお、元当大字に属していた区域（原宿-久保沢-谷ヶ原-城山）を国道413号（旧津久井往還）が通過する。

## 施設
消防署
- 相模原市消防局北消防署城山分署

教育
- 小学校・中学校
  - 城山学校給食センター

- 大学
  - 法政大学城山グランド

エネルギー
- 神奈川県企業庁発電総合制御所
- 東京電力パワーグリッド川尻変電所

商業
- カインズ 城山店

## その他

### 日本郵便
- 郵便番号 : 252-0111[3]（集配局 : 橋本郵便局[16]）。